# Productivitat en agricultura

Producció d'aliment per capita (1961-)

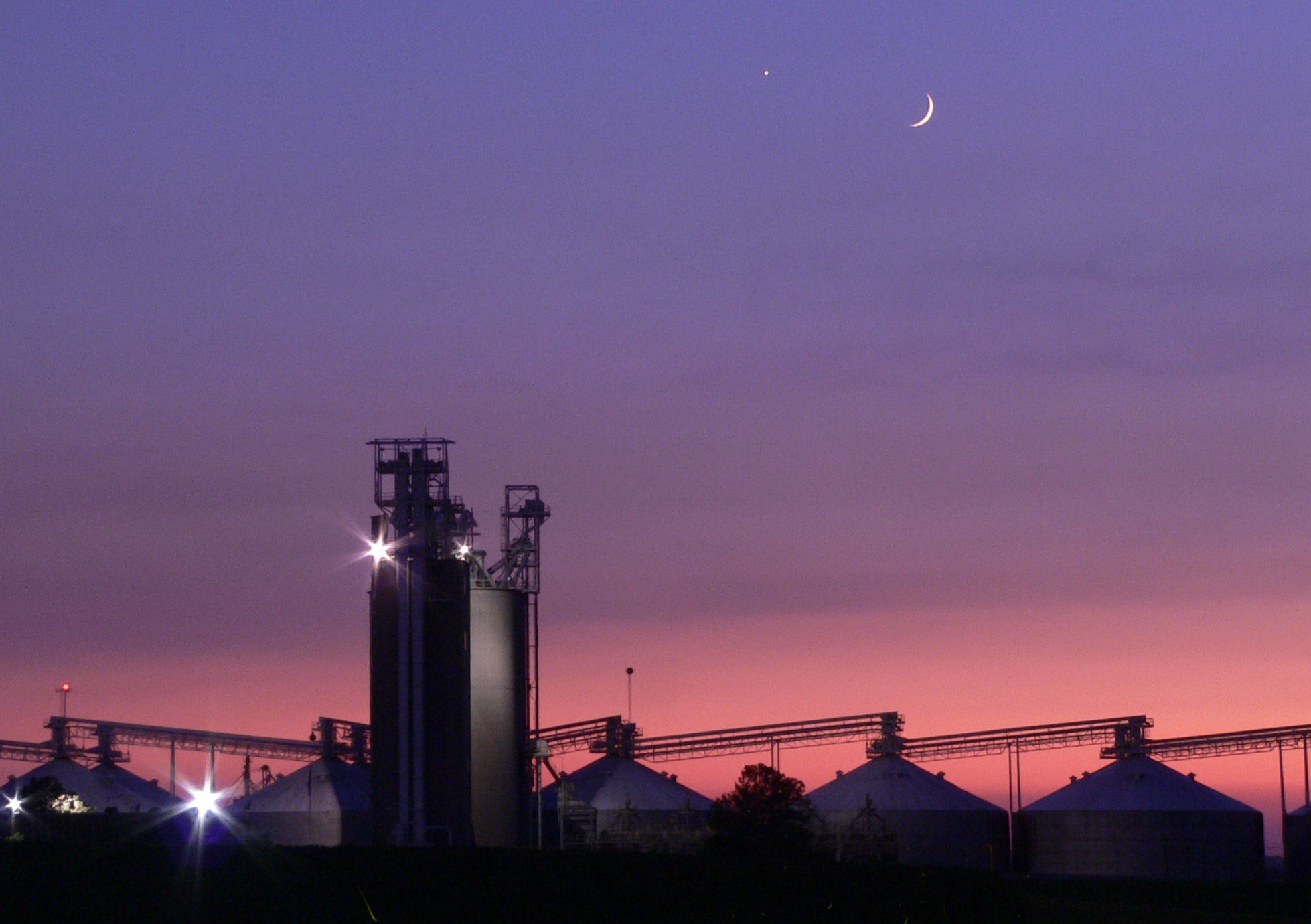
Instal·lacions per la producció de cereals

La productivitat en agricultura és mesura com la proporció entre els output (producció final obtinguda) i inputs (entrades esmerçades) en agricultura. Com que els productes individuals normalment es mesuren en pes, les seves variades densitats fan que mesurar els outputs totals sigui difícil. Per tant, els outputs es mesuren pel seu valor de mercat de l'output final, cosa que exclou els productes intermedis com els subproductes del moresc que es fan servir de pinso. Aquest valor d'output pot ser comparat amb diferents tipus d'inputs com els del treball i el rendiment en agricultura. Aquestes s'anomenen mesures parcials de la productivitat. També es pot mesurar la productivitat agrícola per la productivitat de factor total (TFP). Aquest mètode de càlcul de la productivitat agrícola compara un índex d'inputs agrícoles amb un índex d'outputs. Aquest mètode es fa servir per posar remei a les deficiències de les mesures parcials de productivitat. El canvis en la TFP normalment s'atribueixen a millores en la tecnologia.

## Fonts de la productivitat en agricultura

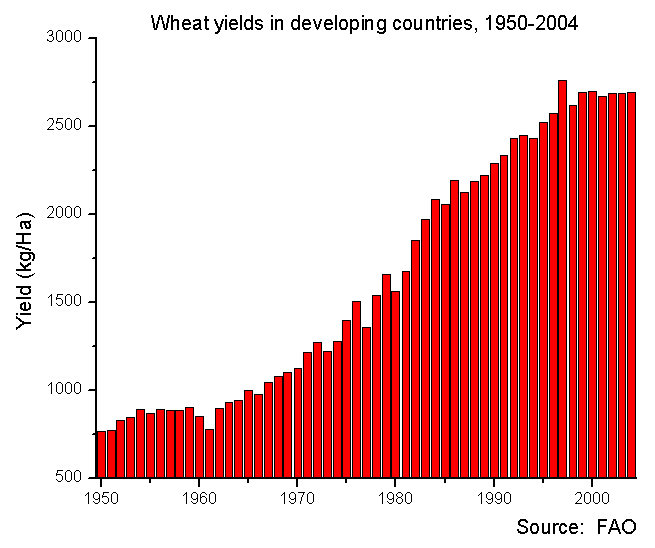
Rendiments del blat en països en desenvolupament, 1950 a 2004, kg/HA base 500. La pujada de pendent en el rendimenst als Estats Units començà en la dècada de 1940.

## Importància de la productivitat agrícola

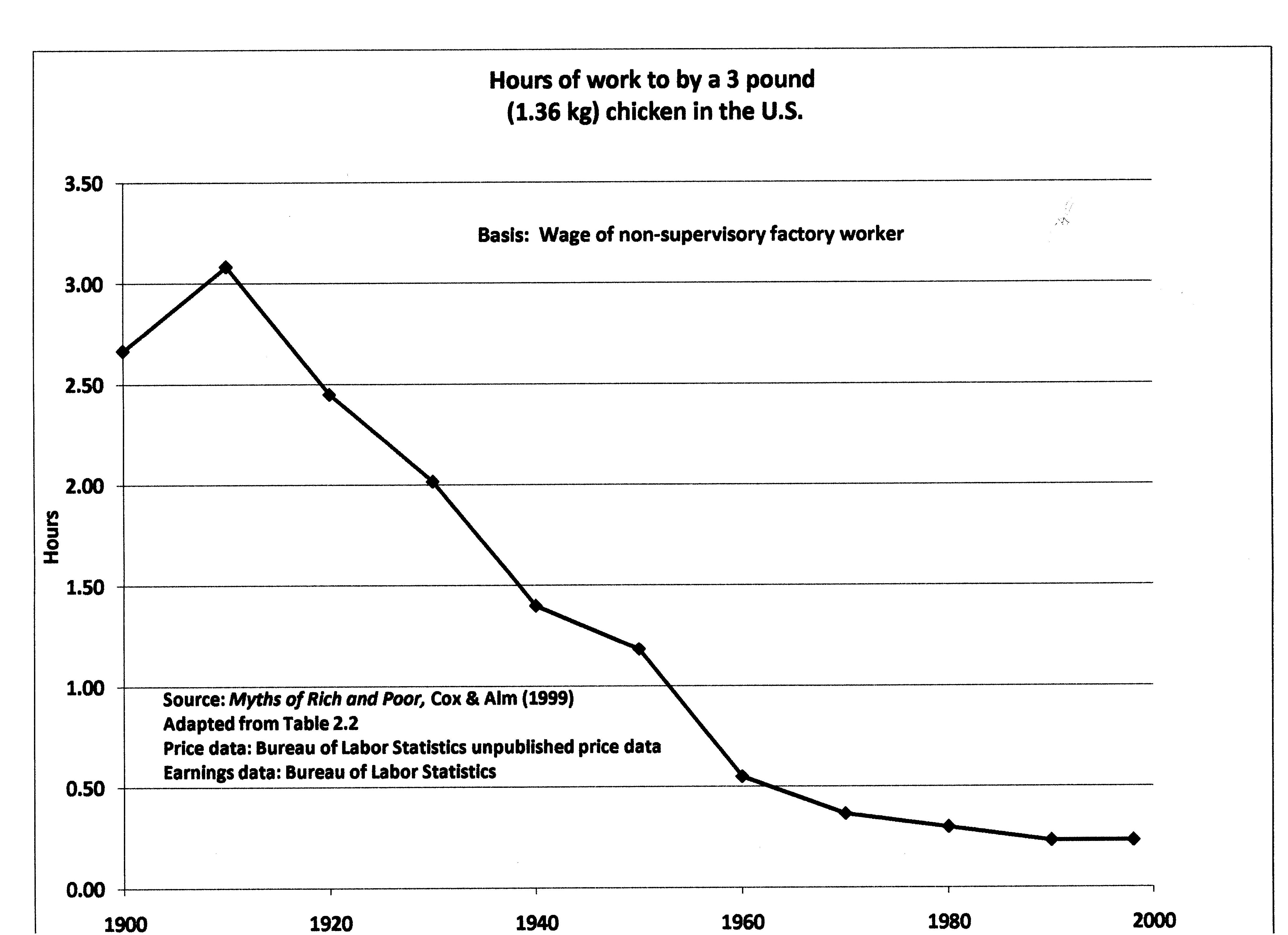
Als Estats Units, el 1998, una hora de treball dedicada a la producció de pollastres produïa 11 vegades més pollastres que una hora l'any 1900

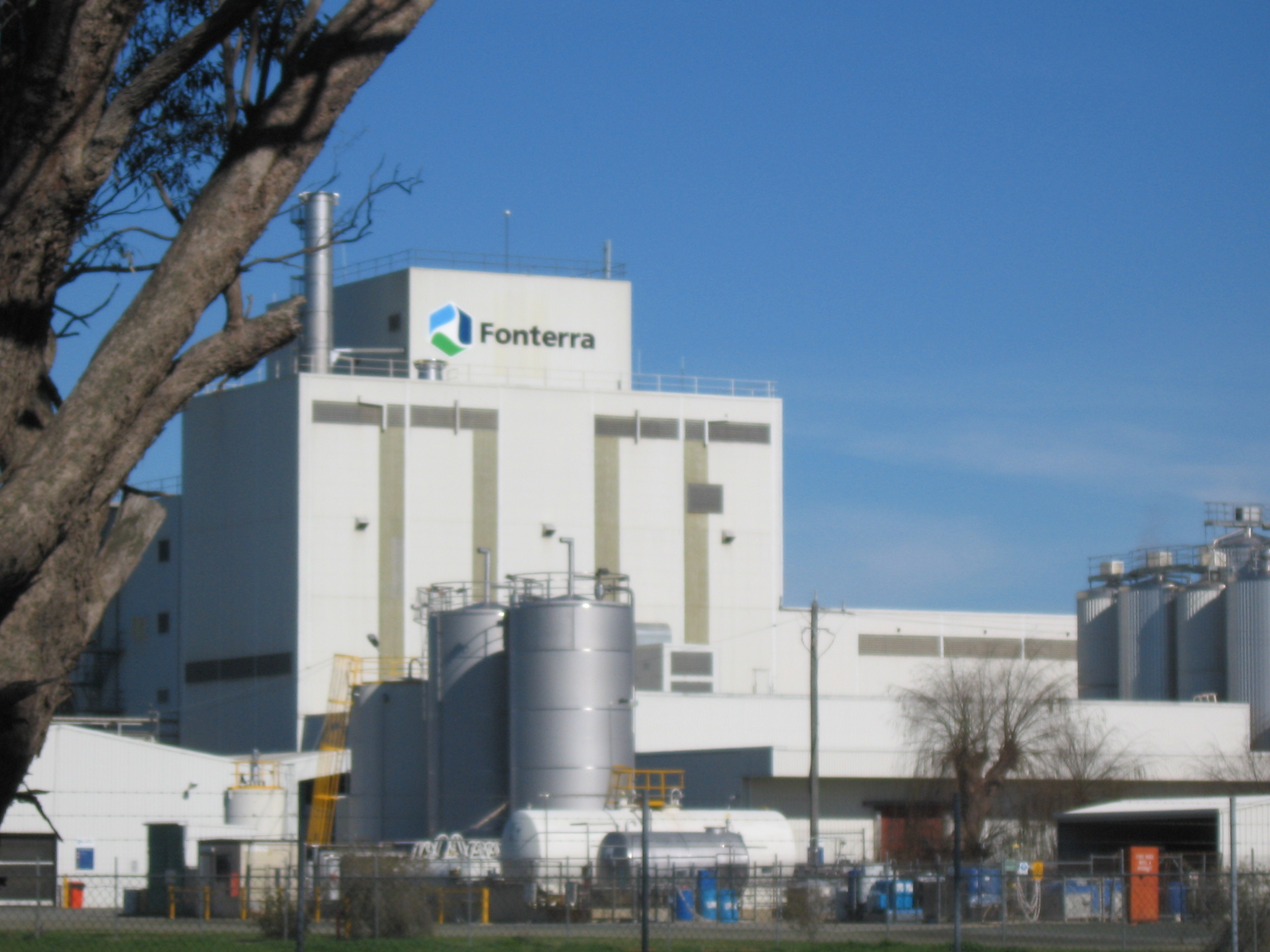
Una cooperativa lletera a Victoria, Austràlia.

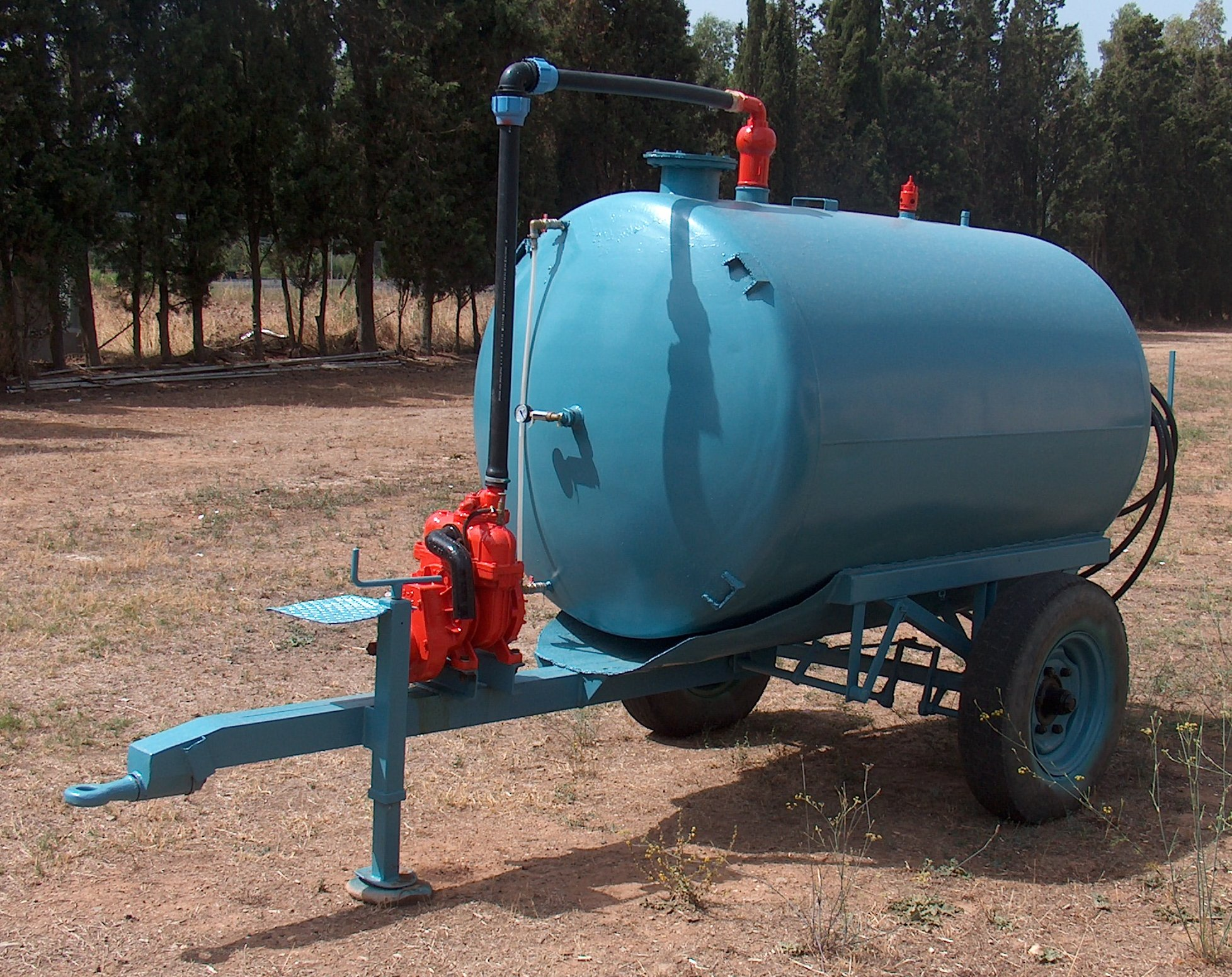
Escampadora de fems líquids.